# August Possecker
August Possecker (* 19. April 1860 in Marbach, Thüringen; † 19. November 1936 in Erfurt) war ein deutscher Fossiliensammler.
August Possecker war bei der Stadtverwaltung Erfurt beschäftigt. Er war verheiratet und hatte zwei Söhne, die beide im Ersten Weltkrieg gefallen sind. Er wurde daraufhin sehr religiös und war bis zuletzt in den Kirchenvertretungen der Augustiner- und der Lutherkirche in Erfurt als Kirchenältester tätig. 
Possecker sammelte Fossilien der Trias Thüringens und ist vor allem für seine umfangreiche Aufsammlung von Ceratiten des Oberen Muschelkalks von Thüringen bekannt.
Den Museen in Stuttgart, Jena, Halle, Braunschweig, Aschersleben und Berlin übereignete er uneigennützig Exponate aus seiner Sammlung. Mit Victor Julius Franz und Ernst Stolley korrespondierte er über Ceratiten. Alwin Langenhan, Albert Reichardt, Siegfried Rein, Hans Werner Rothe, Martin Schmidt und Anton Schrammen bildeten Fossilien aus seiner Sammlung in ihren Werken ab. 
Ein Teil seiner Sammlung befindet sich heute im Naturkundemuseum Erfurt. Weitere Exponate (unter anderem Ceratites luzifer Rothe 1955) liegen nach Erwerb von Teilen der Sammlung Hans Werner Rothe in der Sammlung Otmar Kleindienst (1938–2015) in Kleinochsenfurt.

## Ehrungen
Hans Werner Rothe benannte ihm zu Ehren den Ceratiten Ceratites posseckeri Rothe 1937.